# يوكا هوري
يوكا هوري (باليابانية: 堀優花) هي منافسة ألعاب القوى يابانية، ولدت في 13 يونيو 1996.

## وصلات خارجية
- يوكا هوري على موقع الاتحاد الدولي لألعاب القوى (الإنجليزية)